# ال‌جبل (کلرادو)
الجبل (به انگلیسی: El Jebel) نام شهری کوه‌پایه‌ای در شهرستان ایگل، کلرادو در آمریکا است.
نام این شهر مشتق از زبان عربی است.